# アリアプロII・SB
SB（エスビー）はアリアプロIIのエレクトリックベース・シリーズの1つである。SBはSuper Bassの略。

## 特徴
以下の特徴を持つ。
- スルーネック
- スーパー・バランス・ボディー
- BBサーキット

## 製品ラインナップ
- SB-1000
- SB-900
- SB-700
- SB-600
- SB-R150
- SB-R80
- SB-R60
- SB Elite-II
- SB Elite-I

## 特筆すべき使用ミュージシャン
- クリフ・バートン - メタリカの元メンバー。SB-1000を使用。
- ジョン・テイラー - デュラン・デュランのメンバー。SB-1000を使用。
- ポール・ジャクソン - SB-1000を使用。
- マーカス・ミラー -
- ルディ・サーゾ - ホワイトスネイク、クワイエット・ライオットの元メンバー。

ジャック・ブルース - クリームの元メンバー。